# Ла Паз (департман)
Ла Паз (шп. La Paz), један је од девет департмана Вишенационалне Државе Боливије. Департман се налази на западу државе и граничи се са Перуом и једним мањим делом са Чилеом. Покрива укупну површину од 133.985 км ² и има 2.839.946 становника (2010).
Највећи град и административни центар департмана је истоимени град Ла Паз.
Југозападно од административног центра депатмана Ла Паза, налазе се рушевине древног града Тијаванако. Од укупног броја становника департмана, њих 77,46% одраслих је индијског (домородачког) порекла.